# Мугленска река
Мугленска река (или Тенесдере) е река в Южна България – Област Смолян, общини Смолян и Девин, десен приток на река Чаирдере, от басейна на Въча. Дължината ѝ е 27 km. Отводнява северозападните части на Переликския дял и югозападните склонове на рида Мурсалица в Западните Родопи.
Мугленска река извира от южното подножие на връх Голям Перелик (2191 m, на 850 m южно от върха), на 2036 m н.в. под името Голяма река. Тече в северозападна посока в дълбока каньоновидна долина (след село Мугла), като отводнява северозападните части на Переликския дял и югозападните склонове на рида Мурсалица в Западните Родопи. Влива се отдясно в река Чаирдере (от басейна на Въча) на 876 m н.в., на около 2 km преди устието на реката във Въча.
Основни притоци: → ляв приток, ← десен приток
- ← Переликско дере
- ← Гечувска река
- ← Гингерска река
- → Малка река
- ← Селска река

Реката е с дъждовно-снежно подхранване, като максимумът е в периода април-май, а минимумът – септември. Среден годишен отток при село Мугла – 1,42 m3/s.
Единственото селище по течението на реката е село Мугла, едно от най-високо разположените села в България.
В района на селото водите на реката се използват за напояване на множесвото малки ниви и ливади в района. По долината на реката в района на Мугла има множество карстови извори, най-големият от които – Яза, които захранват курорта Пампорово и град Смолян с вода чрез дълъг 23 километра водопровод.

## Топографска карта
- Лист от карта K-35-73. Мащаб: 1 : 100 000.
- Лист от карта K-35-85. Мащаб: 1 : 100 000.
- Лист от карта K-35-86. Мащаб: 1 : 100 000.